# Mama Africa (Akon)
Mama Africa è un brano musicale del cantante statunitense Akon, pubblicato come quarto singolo estratto dall'album Konvicted e pubblicato il 15 maggio 2007. Il singolo è arrivato alla quarantasettesima posizione della Official Singles Chart. Il remix ufficiale del brano figura la partecipazione del rapper 50 Cent.

## Tracce
CD Single
1. Mama Africa - 4:25
2. Kill The Dance (Got Something For Ya) (feat. Kardinal Offishall) - 2:58

## Classifiche
| Classifica (2007) | Posizione più alta |
| ----------------- | ------------------ |
| Regno Unito       | 47                 |